# Driepunter

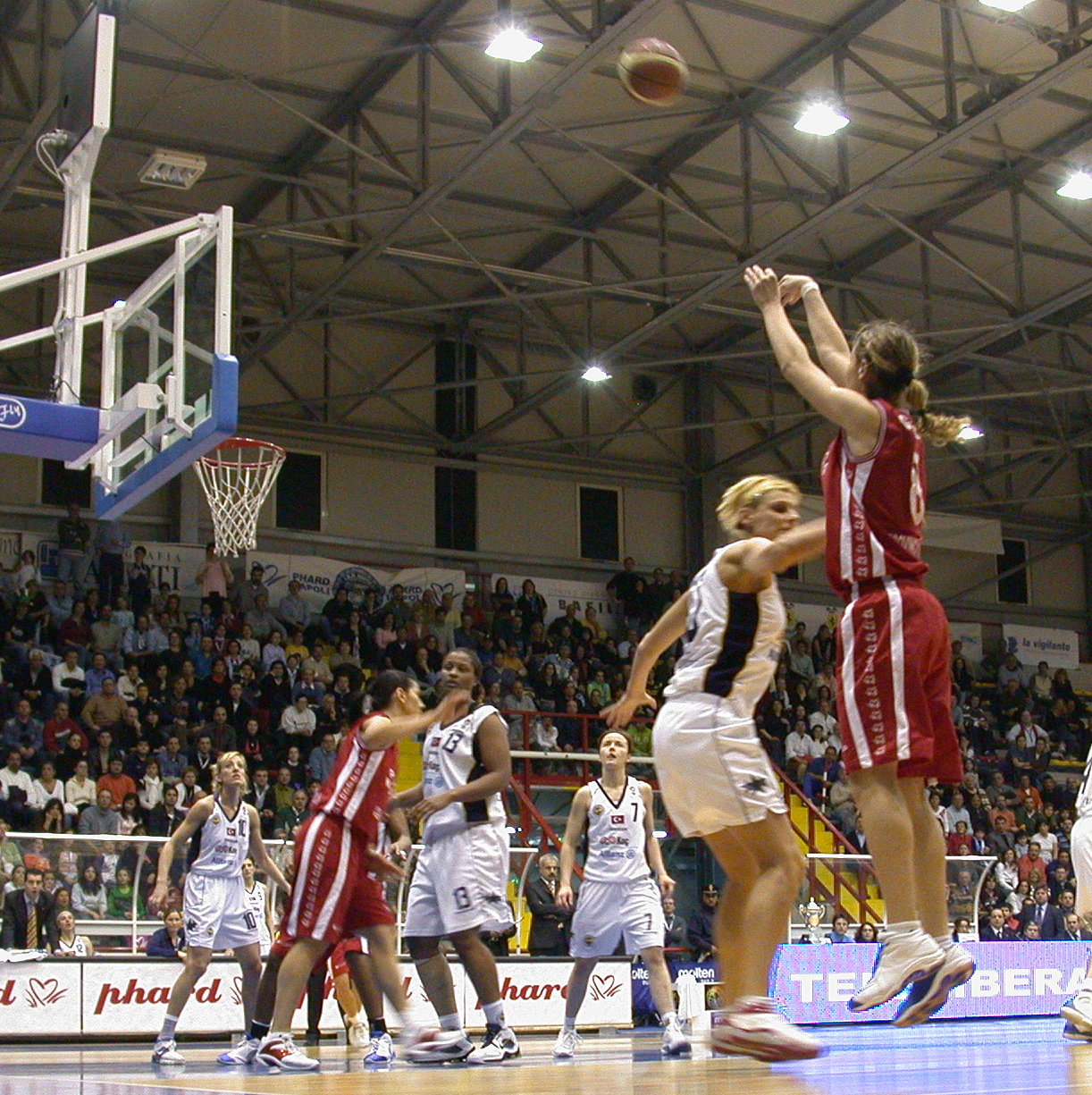
Een basketballer maakt een driepunter.

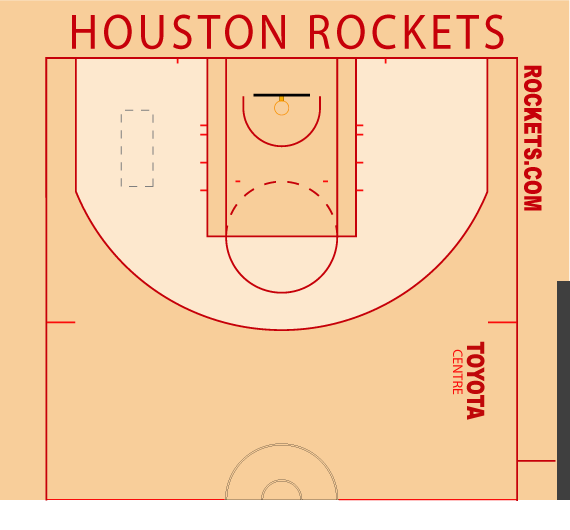
Goals van buiten de lichte zone zijn driepunters

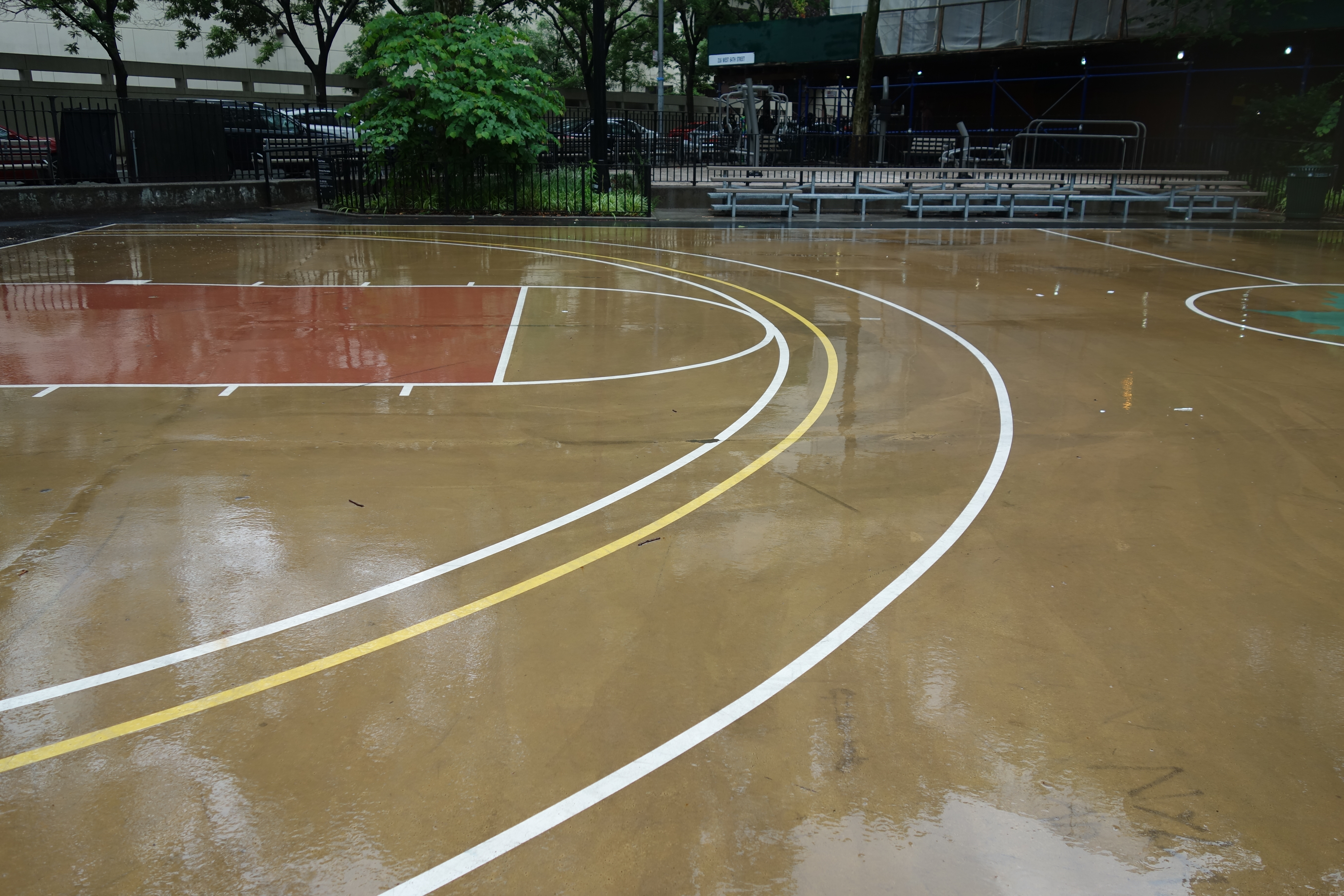
Amerikaans speelveld met drie driepuntslijnen. Van binnen af voor highschool, NCAA (tot seizoen 2020–21) en NBA.

Een driepunter (Engels: three-pointer of three-point field goal) is een veldgoal in het basketbal waarbij een speler schiet van buiten de driepuntslijn, die in een ruime halve cirkel om de basket loopt. Wie een driepunter maakt, scoort drie punten voor het team. Tegenover de driepunter staan de gewone veldgoal (twee punten) en de vrije worp (een punt). 
De driepuntsregel kwam in de oorspronkelijke spelregels niet voor, maar heeft in de twintigste eeuw langzaam terrein gewonnen en is sindsdien algemeen aanvaard. Tussen de diverse bonden en spelniveaus zijn er verschillen in de plaatsing van de lijn. 

## De lijn
De driepuntslijn staat op de speelvloer aangegeven en loopt in een boog rond de basket. De afstand tot de basket hangt af van de reglementen en het niveau waarop gespeeld wordt. 
De lijn maakt zelf geen deel uit van de driepuntszone, dus een speler die de lijn raakt terwijl hij de bal heeft scoort geen driepunter. Zolang de lijn niet geraakt wordt mogen de speler en de bal zich wel binnen de zone bevinden, dus sprongschoten of vallende schoten van buiten de lijn gelden wel als driepunters. 

## Point play
Een driepunter moet niet worden verward met een three point play. Voor een three point play moet een speler twee keer scoren: de speler maakt eerst een score voor twee punten (binnen de driepuntslijn) en scoort daarna uit een vrije worp door een overtreding van de tegenstander. Eenzelfde scenario, maar dan met een driepunter en aansluitende vrije worp, is een four point play.

## FIBA-regels
De FIBA (de internationale basketbalbond) houdt andere maten aan dan de Amerikaanse NBA.
Onder de FIBA-regels van 2022 bestaat de driepuntslijn uit een cirkelsegment om de basket dat door twee rechte einden verbonden is met de eindlijn. De twee rechte lijnen lopen evenwijdig aan de zijlijnen, met 90 centimeter tussenruimte. Vanaf de eindlijn lopen ze tot voorbij de no-charge-gebieden rond de basket, die zelf op 1,575 meter van de eindlijn hangt. Het cirkelsegment sluit met een lichte knik aan op de rechte lijnen. De buitenrand heeft een straal van 6,75 meter, met het middelpunt onder de basket.
De driepuntslijn en de andere vloerlijnen zijn vijf centimeter breed en ze hebben dezelfde kleur.

## Geschiedenis
In de jaren dertig vond de Amerikaan Herman Sayger dat basketbal te veel gedomineerd werd door reuzen zonder atletisch vermogen. Hij experimenteerde in demonstratiewedstrijden met diverse afwijkende regels en in 1932 introduceerde hij een puntentelling waarbij verre schoten drie punten kregen, nabije schoten één en alles daartussenin twee. De driepuntslijn en de tweepuntslijn waren min of meer halve cirkels, op 25 en 15 voet van de basket, respectievelijk 7,62 en 4,57 meter.
De ideeën van Sayger sloegen niet aan, maar bleven toch hangen en af en toe werden ze op de proef gesteld.
Vanaf 1967 werd de driepuntsregel met succes gebruikt in een grote competitie, van de American Basketball Association. De Amerikaanse bonden introduceerden de driepuntslijn op verschillende tijdstippen, waarbij de belangrijkste basketbalcompetitie ter wereld, de NBA, in het seizoen 1979-1980 overging. Na verschillende tests met de afstand van de lijn ligt de driepuntslijn in de NBA tegenwoordig op 23 voet en 9 duim (7,23 meter).
De FIBA voerde de driepuntslijn in 1984 in. De afstand was toen 6,25 meter, maar is in 2010 vergroot tot 6,75 meter vanaf de basket.

## Tijdlijn
- 1932–1935: Herman Sayger experimenteert in demonstratiewedstrijden met een, twee of drie punten voor schoten van verschillende afstanden.
- 1945: De Universiteiten van Fordham en van Columbia uit New York hanteren voor het eerst op collegeniveau (NCAA) de driepuntslijn, op 21 voet (6,40 m). Er worden 20 driepunters gemaakt, maar de spelvorm zet niet door.
- 1961: De American Basketball League, die maar één heel seizoen bestaat, gebruikt een 25-voetslijn (7,62 m).
- 1967: De driepuntslijn wordt door de American Basketball Association ingevoerd in de reguliere competitie.
- 1979: De NBA aanvaardt de driepuntslijn.
- 1984: De FIBA aanvaardt de driepuntslijn, op 6,25 m.
- 1986: Verschillende Amerikaanse basketbalkoepels voeren de driepuntslijn in na enkele jaren van experimenten.
- 1987: Highschool-basketbal aanvaardt de driepuntslijn.
- 2010: De FIBA legt de driepuntslijn een halve meter verder van de basket, op 6,75 m.